# Semёn Iosifovič Derevjanskij
Semёn Iosifovič Derevjanskij (in russo Семён Иосифович Деревянский?; in ucraino Семен Йосипович Дерев'янський?, Semen Josypovyč Derev"jans'kyj; Donec'k, 28 novembre 1902 – Leningrado, 17 luglio 1981) è stato un regista cinematografico sovietico.

## Filmografia (parziale)

### Regista
- Centr napadenija (1946)
- Ona vas ljubit (1956)